# 青木成一
青木 成一（あおき せいいち、1892年（明治25年）1月29日 - 1977年（昭和52年）10月13日）は、大日本帝国陸軍軍人。最終階級は陸軍中将。功三級。

## 経歴
1892年（明治25年）に石川県で生まれた。その後、旧制金沢第二中学校を経て、陸軍士官学校第24期を4番の成績で卒業し、陸軍大学校第30期を卒業した。フランス駐在を経て、1935年（昭和10年）に陸軍歩兵大佐に進級し、歩兵第41連隊長に就任。1937年（昭和12年）に陸軍省兵器局機械課長を経て、1938年（昭和13年）、陸軍少将進級と同時に歩兵第18旅団長に就任し、日中戦争に出動。武漢攻略戦では、瑞昌を突破し岳陽楼に日章旗を掲揚した。
1940年（昭和15年）に中部防衛参謀長に転じた。1941年（昭和16年）8月に陸軍中将進級と同時に第40師団長に親補され、岳州周辺の警備に当たる。1944年（昭和19年）8月3日に参謀本部附となり、9月11日に留守第2師団長に親補される。1945年（昭和20年）3月29日に待命、3月30日に予備役に編入された。3月31日に召集され、大阪連隊区司令官兼大阪地区司令官となり、終戦を迎えた。
1947年（昭和22年）11月28日、公職追放仮指定を受けた。